# カトリック西町教会
カトリック西町教会（カトリックにしまちきょうかい）は、長崎県長崎市にある、キリスト教（カトリック）の教会。

## 解説
1969年5月に竣工。外壁は鉄筋コンクリート造、屋根は鉄骨吊り屋根となっている。真上から見たとき扇形となる構造の聖堂であり、扇形の中心となる部分に祭壇が設けられている。
神言修道会が、カトリック長崎大司教区より司牧の委託を受けている。敷地内には長崎南山小学校や南山こども園、チャペルを備えた納骨堂が併設されている。